# Aeroporto di Vercelli
L'Aeroporto di Vercelli (IATA: nessuno, ICAO: LILI) "Carlo del Prete" è un aeroporto italiano situato a sud di Vercelli. La struttura è dotata di una pista in erba con orientamento 09/27. L'aeroporto è gestito dall'Aero Club Vercelli "Marilla Rigazio" ed effettua attività secondo le regole del volo a vista.

## Storia
L'aeroporto viene inaugurato nel 1928.

## Attività
Sull'aeroporto svolgono la propria attività l'Aero Club Vercelli "Marilla Rigazio", la scuola di volo e la scuola di paracadutismo. 

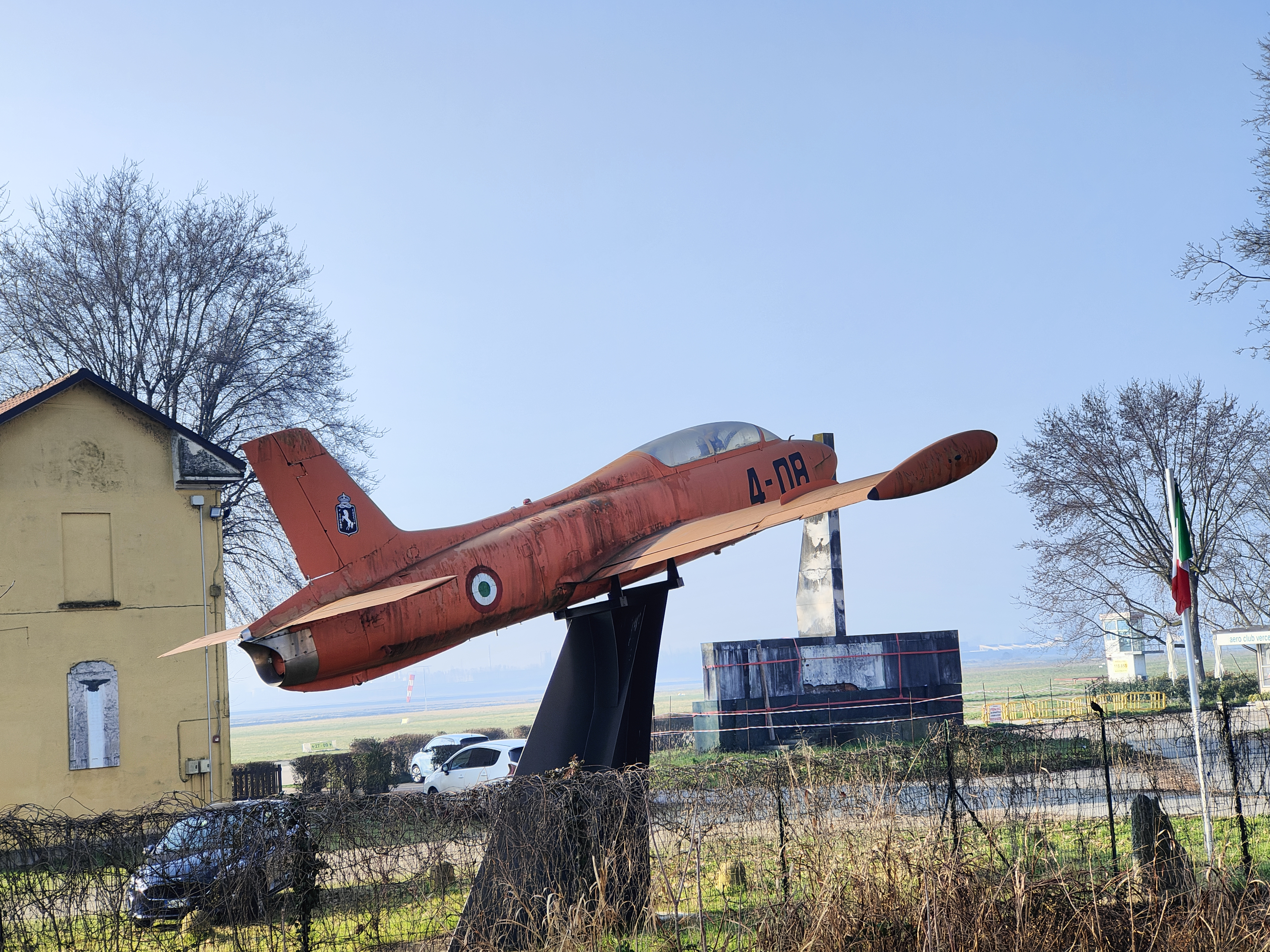
L'MB-326, M.M. 54208, esposto all'Aero Club di Vercelli per concessione della Aeronautica Militare alla sezione vercellese dal 1998

L'aeroporto è aperto ai velivoli dell'aviazione generale e ai VDS avanzati.

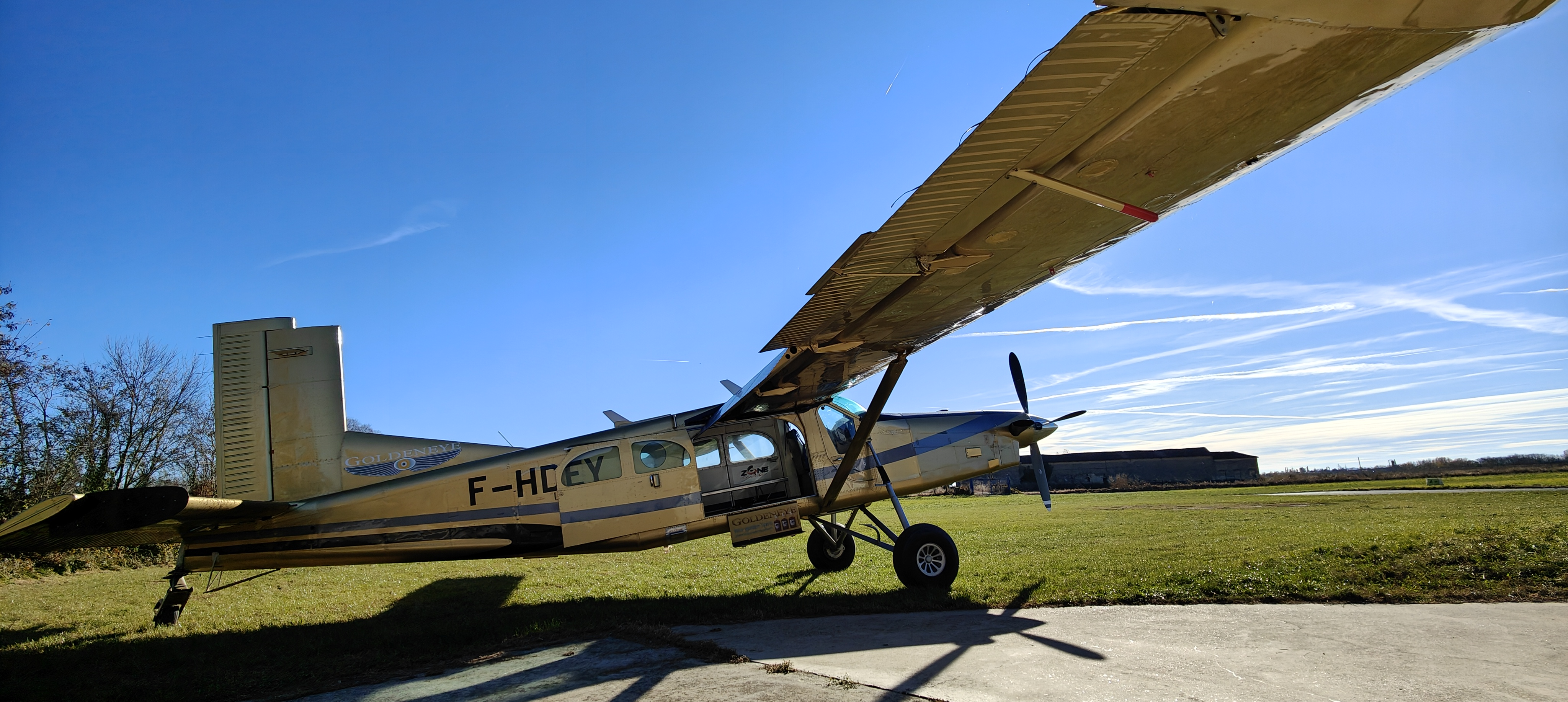
Il Pilatus Porter PC6/B2H2 "F-HDEY" che fu utilizzato nel film della serie 007 GoldenEye, allora immatricolato "HB-FFW" in forza alla Swiss Air Glaciers (1980-2007), poi a Courbessac, (distretto di Nîmes) per i lanci e ora presso l'aeroporto di Vercelli dove viene usato per lo stesso impiego